# John Rasmussen (professor)
John Rasmussen er en dansk professor i biomekanik ved Aalborg Universitet. Hans forskning er rettet mod solid mechanics, biomekanik, biomedicinsk teknik, og sports engineering.

## Uddannelse og forskning
John Rasmussen er uddannet ved Aalborg Universitet, hvor han tog sin Kandidatuddannelse I 1986. I 1989 færdiggjorde Rasmussen sin Ph.d-uddannelse i Computer-aided engineering. Udover sit akademiske arbejde, har Rasmussen været administrerende direktør (CEO) for AnyBody Technology A/S fra 2001 til 2008, hvor han senere er blevet CTO. Udover dette publicerer Rasmussen forskning på en personlig hjemmeside.
Rasmussens forskning har haft indflydelse på det teoretiske felt inden for strukturel optimering i 1980'erne, hvilket har været igennem sin implementering af ’finite element’-metoden som analyseredskab i sit arbejde. Denne metode har gjort det muligt at optimere praktiske strukturere frem for udelukkende at lave teoretiske eksempler herom.
Rasmussen formede i 1990'erne forskningsprojektet 'AnyBody Research Project' sammen med Aalborg Universitet, hvilket han fortsat har en ledende stilling i. En af formålene med Rasmussens arbejde her har været at udvikle analysemetoder inden for biomekanik med fokus på menneskekroppen og dens knogler, led, muskler og sener.
Hans forskning har bl.a. bidraget til behandling af slidgigt, generel handicap og til optimering af sportspræstationer. Derudover har Rasmussen startet udviklingen af en ny gren af tværfaglig biomekanik, nemlig, forskning i ætiologien af tryksår. Dette forskningsområde har Rasmussen udviklet i samarbejde med Aalborg Universitets laboratorieafdeling for forskning i stamceller, hvilket har ført til nye resultater inden for forskningen i vævsteknologi.